# Long Beach
Long Beach je město v USA ve státě Kalifornie. Leží v aglomeraci Los Angeles, 30 km jižně od centra L.A. Žije zde přibližně 467 tisíc obyvatel. V Long Beach se nachází velmi důležitý přístav, jeden z největších na světě. Také se zde nachází druhá největší Kalifornská státní Univerzita. Long Beach je 34. největší město Spojených států, 5. největší v Kalifornii a druhé největší v okrese Los Angeles (po městu Los Angeles). 

## Demografie
Podle sčítání lidu z roku 2010 zde žilo 462 257 obyvatel. V roce 2005 zde žilo přibližně 464 000 obyvatel.

### Rasové složení
- 46,1 % bílí Američané
- 13,5 % Afroameričané
- 0,7 % američtí indiáni
- 12,9 % asijští Američané
- 1,1 % pacifičtí ostrované
- 20,3 % jiná rasa
- 5,3 % dvě nebo více ras

Obyvatelé hispánského nebo latinskoamerického původu, bez ohledu na rasu, tvořili 40,8 % populace.

## Osobnosti
- Billie Jean Kingová (* 1943), bývalá profesionální tenistka a světová tenisová jednička
- Michelle Phillips (* 1944), herečka, zpěvačka a členka skupiny The Mamas & the Papas
- Nicolas Cage (* 1964), herec, režisér, producent a držitel Oscara
- Zack de la Rocha (* 1970), rapper
- Snoop Dogg (* 1971), herec a rapper
- Frank Ocean (* 1987), zpěvák a textař
- Russell Westbrook (* 1988), profesionální basketbalista hrající v NBA
- Shane Dawson (* 1988), youtuber a komik
- Jennette McCurdyová (* 1992), herečka a zpěvačka
- Chloe Kimová (* 2000), snowboardistka, mistryně světa a zlatá olympijská medailistka

## Partnerská města
- Bacolod, Filipíny
- Čching-tao, Čína
- Jokkaiči, Japonsko
- Mombasa, Keňa
- Phnompenh, Kambodža
- Smyrna, Turecko
- Soči, Rusko